# アンドレス・ソーントン
アンドレス・ソーントン（Andrais Thornton、1985年7月4日 - ）は、アメリカ合衆国のバスケットボール選手。ポジションはパワーフォワード。高松ファイブアローズ所属。

## 来歴
アメリカ・イリノイ州出身。ノースウェスト・ミズーリ州立大学を経て2008-09シーズンよりドイツ、エストニア、ポルトガル、スペインでプレーした。
2012-13シーズンはフィンランドのForssan Koripojat FoKoPoに所属し、43試合出場で1試合平均17.0得点、9.1リバウンド。
2013年8月、日本プロバスケットボールリーグ（bjリーグ）の高松ファイブアローズと契約した。背番号は55番。2013-14シーズン、プレイオフ進出をかけたシーズン終盤の試合で勝負強さを見せ、プレイオフ争いのライバル・大阪エヴェッサとの直接対決でシーズンハイの26得点。4月19日の首位・琉球ゴールデンキングス戦では4Q終盤に65-65の同点に追いつくスリーポイントシュートを、翌20日の試合でも残り15秒で60-59に逆転するスリーポイントシュートを決めてこの試合に勝利。4月26日の大分ヒートデビルズ戦でも終了間際に同点に追いつくバスケットカウントを決めた。
2014-15シーズンも高松に所属。4月18日の群馬クレインサンダーズ戦は同点の試合終了間際にタップでブザービーターを決め、翌日19日も20得点の活躍で連勝に貢献。この結果で高松の6シーズンぶりのプレイオフ進出が決まり、ソーントンが週間MVPを受賞した。
ロングシュートとディフェンスを得意にしている。

## 記録
| シーズン | チーム | GP | GS | MPG  | FG%  | 3P%  | FT%  | RPG | APG | SPG | BPG | TO  | PPG  |
| -------- | ------ | -- | -- | ---- | ---- | ---- | ---- | --- | --- | --- | --- | --- | ---- |
| 2014-15  | 高松   | 48 |    | 22.1 | .406 | .277 | .709 | 6.9 | 0.9 | 1.1 | 0.3 | 1.9 | 11.6 |
| 2014-15  | 高松   | 49 |    | 20.8 | .448 | .352 | .688 | 6.3 | 1.0 | 0.7 | 0.2 | 2.2 | 12.0 |